# Salon.com
Salon.com (a menudo llamado simplemente Salon) es una revista digital de Estados Unidos con contenido actualizado todos los días de la semana. Forma parte de Salon Media Group. La política de los Estados Unidos es su principal objetivo, pero abarca una gran variedad de temas. Los comentarios y artículos sobre música, libros y películas también son una característica destacada del sitio. La sede de Salon se encuentra en el centro de San Francisco. Su actual editor en jefe es Joan Walsh.

## Contenido
La revista Salon abarca una variedad de temas. La política de los Estados Unidos es uno de los principales temas en los que se centra. Tiene reseñas y artículos sobre música, libros, y películas. También cuenta con artículos acerca de la "vida moderna", incluidas las relaciones y el sexo. Abarca también a la tecnología, con especial atención a los movimientos de software libre/código abierto.
Salón ha sido siempre un sitio interactivo en cierta medida. El concepto "salon" es llevado a la práctica en dos foros de debate abiertos exclusivamente a los suscriptores en línea, Salon Table Talk y WELL.
Respondiendo a la pregunta "[...] ¿hasta dónde ir con la sensibilidad del tabloide para obtener lectores? ", el exeditor en jefe de Salon.com, David Talbot, dijo:

¿Es Salon más tabloide? Sí, no hemos hecho ningún secreto de ello. He dicho siempre que nuestra fórmula en este caso es que somos un tabloide inteligente. Si por tabloide lo que quieres decir es que está intentando llegar a una audiencia popular, tratando de escribir temas que son importantes para un lector, ya sea la historia de la madre en Houston que ahogó a sus cinco hijos o la historia sobre la interna desparecida en Washington, Chandra Levy. Slate, por cierto, también tuvo una historia sobre Chandra Levy en su portada del 22 de junio. Tal vez el tabloidismo de Salon está comenzando a infectar Slate también, pero ellos no están por encima o inmunes a escribir sobre temas que tienen una sensibilidad similar a la de los tabloides. Aunque Salon aún no ha escrito ninguna gran historia sobre la chocante y escandalosa práctica de la caza de monos en Florida Keys, hemos hecho otras contribuciones en el campo del periodismo de investigación de la que estamos orgullosos.

## Historia
Salon se publicó por primera vez en 1995.
La historia de Salon es el reflejo de las dificultades en la creación de un negocio rentable original, produciendo profesionalmente contenidos de los medios a través de Internet. En abril de 1999, Salon ha comprado la notable comunidad virtual, WELL, obteniendo la atención de los medios internacionales. Luego, el 22 de junio de 1999, Salon.com comenzó a operar en la bolsa NASDAQ. Aunque la especulación de las punto-com aún no había llegado a su punto máximo en ese momento, el desempeño de Salon.com fue mediocre, lo que refleja el escepticismo de los inversores sobre su modelo de negocio y el modelo subasta holandés que utilizó para hacerse público.
El 25 de abril de 2001, Salon lanzó Salon Premium, un sección paga con contenido por suscripción. Salon Premium tiene más de 130.000 suscriptores y evitó la suspensión de los servicios.
Tal escepticismo pronto se confirmó cuando Salon anunció las cada vez mayores pérdidas totales. El 13 de noviembre de 2002, la compañía anunció que había acumulado pérdidas en efectivo y en otros medios de 80 millones de dólares. En febrero de 2003 estaba teniendo dificultades para pagar su alquiler, e hizo un llamamiento para que realicen donaciones para mantener la empresa en funcionamiento.
El 9 de octubre de 2003, Michael O'Donnell, el CEO y presidente de Salon Media Group, dijo que estaba dejando la compañía después de siete años porque era "hora de un cambio". Cuando él salió, Salon.com había acumulado 83,6 millones de dólares en pérdidas desde su creación, y su valor era de 5¢ en el OTC Bulletin Board. David Talbot, presidente de Salon y editor en jefe en ese momento, se convirtió en el nuevo director ejecutivo. Elizabeth "Betsy" Hambrecht, entonces directora financiera de Salon, se convirtió en la presidenta.
A partir de la primavera de 2007, Salon estaba haciendo pequeñas ganancias trimestrales, beneficiados por un resurgimiento del mercado de anuncios publicitarios en línea y un negocio establecido de suscripciones.

### Modelo de negocios y operaciones
Aspectos de la oferta del sitio Salon.com, ordenados por fecha de la promoción:
- Contenido gratuito, cerca de 15 nuevos artículos publicados por día, los ingresos derivan en su totalidad de la publicidad de la página.
  - Los nuevos contenidos por día fueron reducidos por un tiempo.
- Suscripción a Salon Premium. Aproximadamente el 20% de los nuevos contenidos están disponibles sólo para los suscriptores. Otros beneficios incluyen revistas gratuitas y páginas libres de anuncios.
- Un modelo híbrido de suscripción. Los lectores ahora pueden visualizar una publicidad de 15 segundos a pantalla completa para ganar un "pase por el día" o tener acceso mediante la suscripción a Salon Premium.

## Libros publicados
- Moses, Kate (editor). Mothers Who Think: Tales of Real-Life Parenthood (2000). ISBN 0-671-77468-9
- Miller, Laura (editor). The Salon.Com Reader's Guide to Contemporary Authors (2000). ISBN 0-14-028088-X
- Don George (editor). Wanderlust: Real-Life Tales of Adventures and Romance (2001). ISBN 0-333-90502-4
- Jennifer Foote Sweeney (editor). Life As We Know It: A Collection of Personal Essays from Salon.com (2003). ISBN 978-0-7434-7686-7
- Leibovich, Lori (editor). Maybe Baby: 28 Writers Tell the Truth About Skepticism, Infertility, Baby Lust, Childlessness, Ambivalence, and How They Made the Biggest Decision of Their Lives (2006). ISBN 0-06-073781-6

Las novelas de Tracy Quan, Diary of a Manhattan Call Girl y Diary of a Married Call Girl: A Nancy Chan Novel continuean la historia comenzada en la serie de Salon Nancy Chan: Diary of a Manhattan Call Girl.